# Kalianget (onderdistrict)

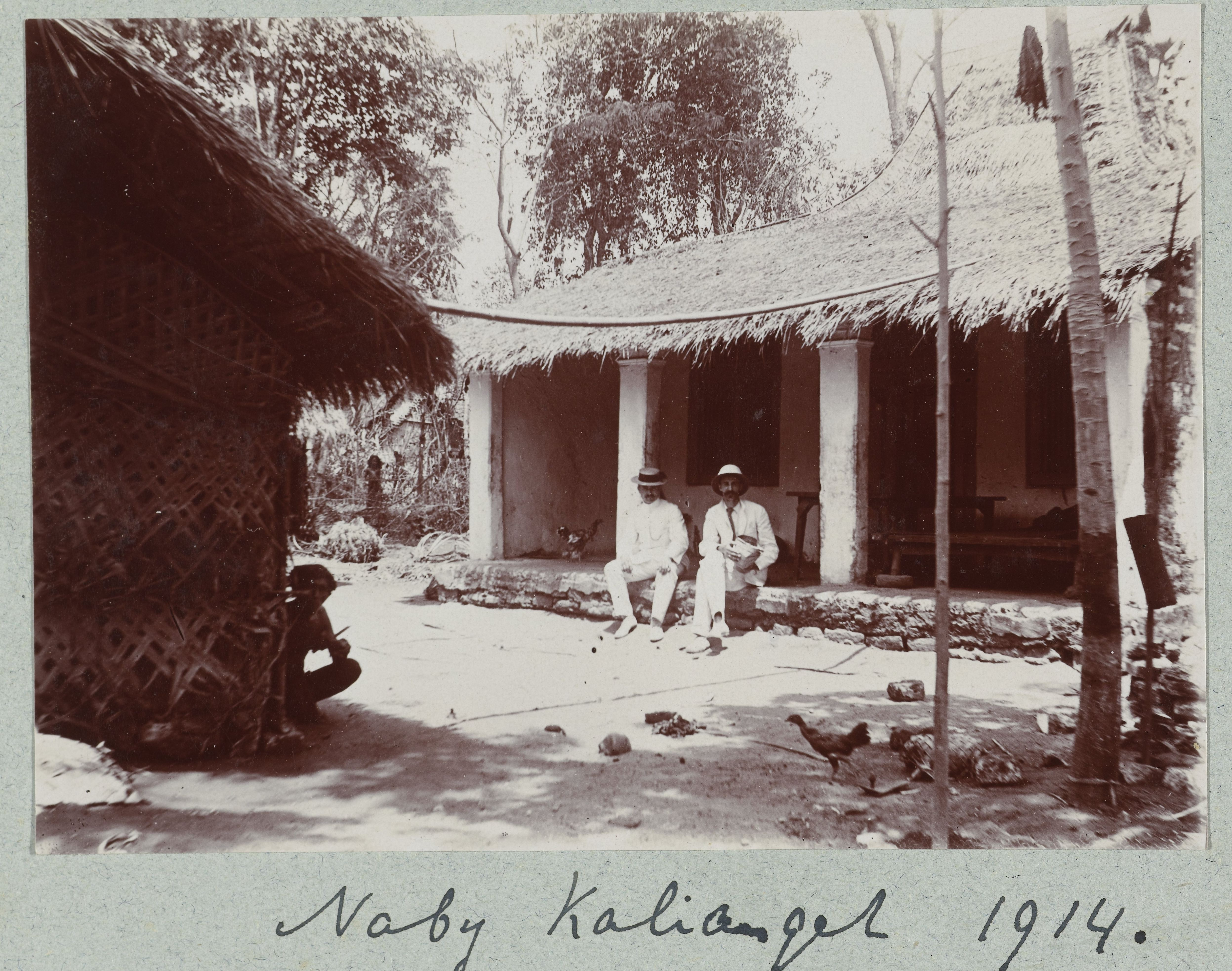
Twee mannen zitten in hun witte tropenpak op de stoep van een lokale woning nabij Kalianget. (1914)

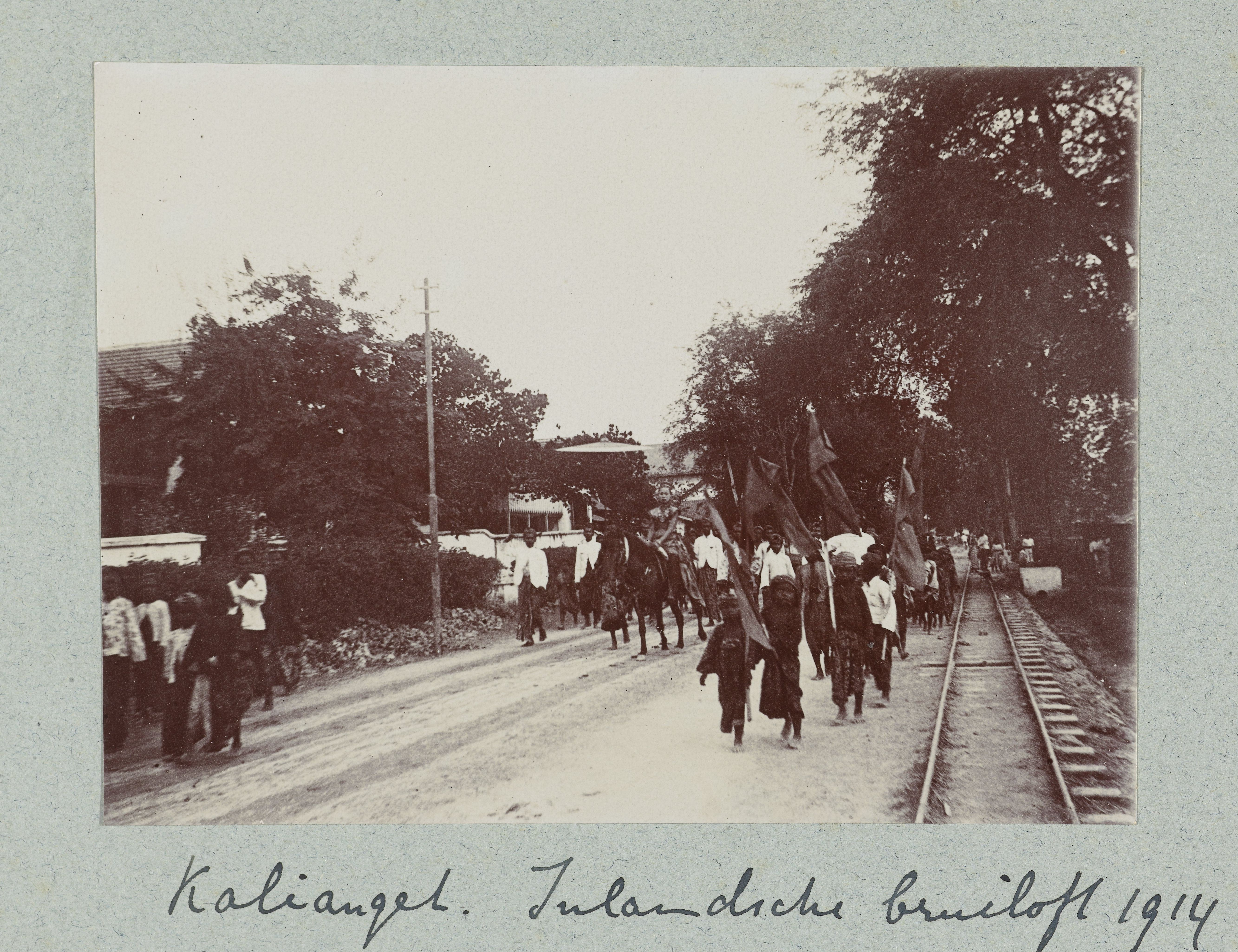
Inlandsche bruiloft 1914. Gasten van de lokale bruiloft in Kalianget Kalianget.

Kalianget is een stadje en een onderdistrict (kecamatan) van het regentschap Sumenep (Soemenep) op het eiland Madura (Madoera) in de provincie Oost-Java, Indonesië..
Aan de kust van Kalianget bevinden zich zoutpannen. In het stadje zijn zoutfabrieken, waar het zout voor transport geschikt gemaakt wordt. Verder bevinden zich er nogal wat overblijfselen uit de VOC-periode zoals oude fabrieken, kerken, zwembaden enz. Het is het centrum van de Indonesische zoutindustrie.
Pelabuhan Kalianget is de haven van Kalianget en ligt in Kalianget oost.
Vanuit Kalianget vertrekken ponten naar Talango op het eiland Puteran. Puteran is ongeveer zo groot als Ameland met ongeveer een dozijn dorpen.
|  |
|  |

## Verdere onderverdeling

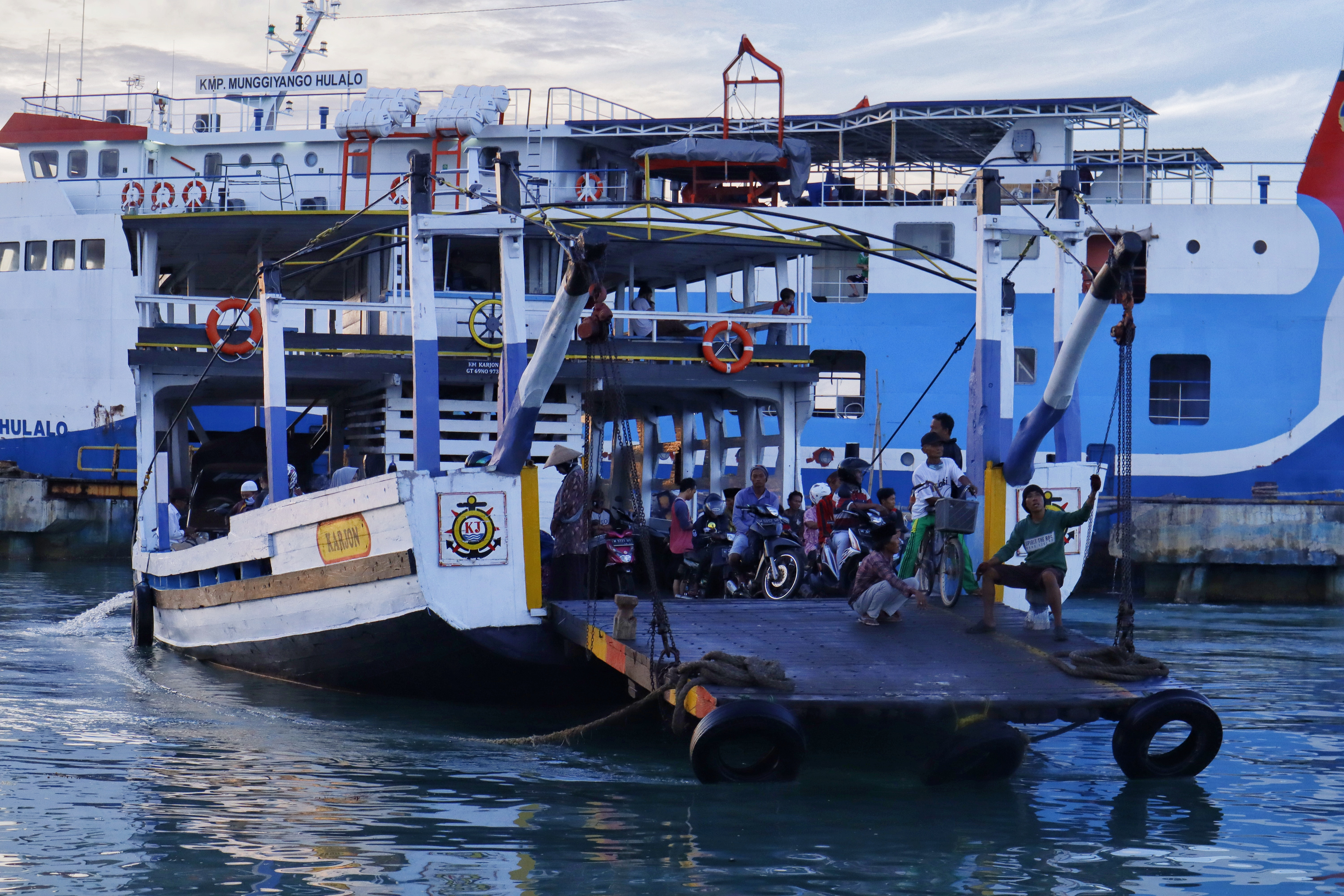
De haven van Kalianget met een "Kapal Tongkang" zoals de Madurezen, vooral in het Sumenep-gebied, dit zeetransport noemen. Pont naar Talango op het eiland Puteran

Het onderdistrict Kalianget is in 2010 onderverdeeld in 7 plaatsen (desa's), die een administratieve eenheid zijn.  Binnen deze desa's kunnen nog dorpen en gehuchten liggen.
| Plaats code | Naam kelurahan, plaatsen en dorpen | Inwoners in 2010 |
| ----------- | ---------------------------------- | ---------------- |
| [001]       | Pinggirpapas                       | 4.784            |
| [002]       | Karang Anyar                       | 2.874            |
| [003]       | Marengan Laok                      | 4.126            |
| [004]       | Kertasada                          | 3.077            |
| [005]       | Kalimo'Ok                          | 3.758            |
| [006]       | Kalianget Barat (Kalianget west)   | 8.799            |
| [007]       | Kalianget Timur (Kalianget oost)   | 11.835           |